# Dell Curry
Dell Curry, właśc. Wardell Stephen Curry Sr. (ur. 25 czerwca 1964 w Harrisonburgu) – amerykański koszykarz, obrońca. Otrzymał nagrodę dla najlepszego rezerwowego sezonu.
W 1982 wystąpił w meczu gwiazd amerykańskich szkół średnich - McDonald’s All-American.
W sezonie 1994/1995 zajął drugie miejsce w głosowaniu na najlepszego „szóstego” zawodnika ligi NBA.
Jest ojcem koszykarzy Stephena i Setha.

## Osiągnięcia

### NCAA
- Zawodnik Roku Metro Conference (1986)[4]
- Wybrany do:
  - I składu All-Metro (1984–1986)
  - II składu All-American (1986)[5]
  - Galerii Sław Sportu – Virginia Sports Hall of Fame (2004)[4]

### NBA
- Najlepszy rezerwowy sezonu (1994)[1]
- Lider:
  - NBA w skuteczności rzutów za 3 punkty (1999)[6]
  - wszech czasów klubu Charlotte Hornets w liczbie zdobytych punktów, oddanych i celnych rzutów za 3 punkty, oddanych i celnych rzutów z gry, rozegranych spotkań oraz fauli[7]

### Reprezentacja
- Zwycięzca Pucharu R. Williama Jonesa (1984)[8]
- Uczestnik turnieju – 1985 World Club Championship For Men[8]